# Места в сердце
«Место в сердце» (англ. Places in the Heart) — художественный кинофильм режиссера Роберта Бентона с Салли Филд в главной роли.

## Сюжет
Действие развертывается в самом центре США, на хлопковых полях и фермах Техаса, в годы Великой депрессии. Главная героиня, Эдна Сполдинг, неожиданно овдовела, оставшись с двумя детьми на руках, и борется за существование.
Кроме того, у неё есть ещё множество проблем: стихийное бедствие (смерч), необходимость рассчитываться с банком по кредитам, а также конкуренция со стороны крупных промышленников, которые желают разорения мелких фермеров.

## В ролях
- Салли Филд — Эдна Сполдинг
- Линдсей Краус — Маргарет Ломакс
- Эд Харрис — Уэйн Ломакс, муж Маргарет
- Эми Мэдиган — Виола Келси, любовница Уэйна
- Джон Малкович — мистер Уилл, слепой жилец Эдны
- Дэнни Гловер— Моуз, работник Эдны
- Янктон Хэттен — Фрэнк, сын Эдны
- Дженни Джеймс — Поссум, дочь Эдны
- Лейн Смит — Альберт Денби
- Терри О’Куинн — Бадди Келси, муж Виолы
- Рэй Бейкер — Ройс Сполдинг, муж Эдны

## Награды и номинации
- 1984 — приз зрительских симпатий на кинофестивале в Торонто.
- 1984 — премия Национального совета кинокритиков США за лучшую мужскую роль второго плана (Джон Малкович), а также попадание в десятку лучших фильмов года.
- 1985 — два приза Берлинского кинофестиваля: «Серебряный медведь» за лучшую режиссёрскую работу (Роберт Бентон), приз Международной Католической организации в области кино.
- 1985 — две премии «Оскар» за лучшую женскую роль (Салли Филд) и за лучший оригинальный сценарий (Роберт Бентон), а также 5 номинаций: лучший фильм (Арлин Донован), лучший режиссёр (Роберт Бентон), лучшая мужская роль второго плана (Джон Малкович), лучшая женская роль второго плана (Линдсей Краус), лучшие костюмы (Энн Рот).
- 1985 — Премия «Золотой глобус» за лучшую женскую роль — драма (Салли Филд), а также две номинации: лучший фильм (драма), лучший сценарий (Роберт Бентон).
- 1985 — номинация на премию Гильдии режиссёров США за лучшую режиссуру художественного фильма (Роберт Бентон).
- 1985 — номинация на премию Гильдии сценаристов США за лучший оригинальный сценарий (Роберт Бентон).
- 1985 — номинация на премию «Молодой актёр» лучшей молодой актрисе второго плана в художественном фильме (Дженни Джеймс).